# Zegris
Zegris es un género de mariposas de la familia Pieridae (subfamilia Pierinae, tribu Anthocharini). Incluye tres especies y cuatro subespecies, que se distribuyen por España, Asia menor, Irán, Marruecos, Turkestan, Irak, Afganistán, Pakistán, suroeste de Siberia, Turán, Kazajistán y oeste de China.

## Especies
- Zegris eupheme (Esper, 1804)
- Zegris fausti (Christoph, 1877)
- Zegris pyrothoe (Eversmann, 1832)